# 伏藏師
伏藏師（藏語：གཏེར་སྟོན།，威利转写：gter ston，THL：tertön，藏语拼音：Dêrdön），又稱掘藏師，音譯為德爾敦，是藏傳佛教寧瑪派的一種頭銜，指具備發現伏藏能力的修行者。這些伏藏據說是由蓮花生大士所埋藏的，主要是經書，不過也有雕像和法器。據說這些寶藏專門留待日後與蓮花生大士有特殊因緣且高證量的修行人來發掘。最早且最有份量的伏藏師為歐色。

## 著名伏藏师

### 掘藏五王
- 娘·尼瑪歐色
- 咕魯確旺
- 多傑林巴
- 白瑪林巴
- 蔣揚欽哲旺波

### 九林
- 桑结林巴
- 多吉林巴
- 貝瑪林巴
- 贡窘林巴
- 热特纳林巴
- 噶玛林巴
- 桑丹林巴
- 邬坚林巴
- 雪波林巴